# Saad Al-Houti
Sa'ad Mohammad Abdulaziz Al-Houti  (24 de maio de 1954) é um ex-futebolista profissional do Kuwait que atuava como meia.

## Carreira
Saad Al-Houti fez parte do elenco da histórica Seleção Kuwaitiana de Futebol da Copa do Mundo de 1982, onde atuou em três partidas. 